# Bloodforge
Bloodforge est un jeu vidéo de type action et hack 'n' slash développé par Climax Studios et édité par Microsoft Studios, sorti en 2012 sur Xbox 360.

## Accueil
- Jeuxvideo.com : 12/20[1]